# Preciosísima Sangre de Nuestro Señor Jesucristo (título cardenalicio)
Preciosísima Sangre de Nuestro Señor Jesucristo es un título cardenalicio de la Iglesia Católica. Fue instituido por el papa Benedicto XVI en 2007 con la bula Purpuratis Patribus.
La Iglesia católica conmemora la Preciosísima Sangre de Nuestro Señor el 1 de julio.

## Titulares
- John Njue (24 de noviembre de 2007)